# Дискографија групе Магазин
Магазин је југословенска и хрватска група из Сплита. Основан је 1979. као Далматински магазин од чланова бенда Млади батали. Од 1982. група носи тренутни назив. 
Током постајања Далматинског магазина, певачица је била Мајда Шолетић. Наступали са на фестивалима попут Загребфест, Београдско пролеће и Сплитски фестивал. Након оформирања Магазина 1982., на место певачице долази Марија Кузмић. Исте године излази албум под називом Слатко стање. 
Годину дана касније, на место певачице долази Љиљана Николовска и издају албум Коколо. Албум и истоимена песма постају апсолутни хит у СФРЈ, те снимају наредни албум О ла-ла из 1984. Највећи хитови са тог албума су песме „Никола” и „Луде године”. 1985. се враћају на сцену са албумом Пиши ми, а највећи хит поред насловне нумере је „Око моје сањиво”. Због огромне популарности албума, следеће године снимају албум Пут путујем. Хитови са овог албума су „Све би секе љубиле морнаре”, насловна песма, „Наташа” и „Два зрна грожђа”. 1987. издају истоимени албум са хитовима „Ти си жеља мог живота”, „Три сам ти зиме шаптала име”, „Увенут ће ружмарин” и др. Албум Бесане ноћи из 1988. је донео хитове попут насловне нумере, „Очи црне, очи лажне”, „Па нек живи рад”... Задњи албум са Љиљаном под називом Добро јутро су снимили 1989.
Почетком 90-их певачица Магазина постаје Данијела Мартиновић. 1991. издају албум Да ми те заљубит у тебе. Као највећи хит, издваја се песма „Било би супер”. После две године паузе, издат је албум под називом Дошло вријеме. 1994. се у продаји нашао албум Симпатија са хитовима. На 40. Песми Евровизији у Даблину представљају Хрватску са песмом „Носталгија”.
Након одласка Данијеле, на њено место долази Јелена Розга. Тончи је упознао Розгу након наступа на Дори 1996. На фестивалу Мелодије хрватског Јадрана, дебитује са песмом „Сузе бисерне”, а на истом фестивалу је изведен дует са Оливером Драгојевићем. Крајем 1996. група издаје албум Небо боје моје љубави. На Дори 1997. се такмиче са песмом „Опијум”, а исте године на МХЈ наступају са песмом „Име ми спомиње”. Са песмом „На свијету све”, наступају на Дори 1998. На МХЈ 1998. учествују са песмом „Иди и не буди људе” и издају албум Да си ти ја. Песма „Касно је” се нашла међу финалистима за Дору 1999., међутим победила је песма „Марија Магдалена” (коју је компоновао члан Магазина Тончи Хуљић). На МХЈ 1999 наступају са две песме, „Ако полудим” и „Судњи дан” са Дорис Драговић. На Дори 2000. наступају као Cronika са песмом „Хрватска рапсодија”, а исте године издају албум Минус и плус и на МХЈ-у је изведена песма „Немам снаге да се помирим”. 2001. издају двоструку компилацију и две нове песме, „Зар је љубав спала на то” (са Тифом) и „Бол”. Потом издају албум С друге стране Мјесеца са хитовима „Ко ме зове” (изведена на Хрватском радијском фестивалу), „Дани су без броја”... На МХЈ 2002. наступају са песмом „Не вјерујем теби, не вјерујем себи” и дебитују на фестивалу Златне жице Славоније са нумером „Хајде реци како”. На фестивалу у Сплиту 2003. наступају са песмом „Да ли знаш да те не волим”, а на ХРФ-у изводе песму „Кад би био близу”. Последњи албум са Јеленом под називом Пааа..? издат је 2004. Албум садржи песме попут „Не тиче ме се”, „Слатко, љуто, кисело” и „Често”. На Дори 2005. су учествовали са песмом „Назарет” и освајају 2. место. На истом фестивалу наредне године наступају са песмом „Не зови ме Марија” и од тада Розга започиње соло каријеру.
За нову певачицу Магазина изабрана је Ивана Ковач, ћерка Мише Ковача. Са њом снимају и издају сингл „Нећу плакат намјерно”. Први албум са Иваном под називом Дама и цар издају 2007., а као нови члан придружује се Тончијев син Иван. Наредне године издају албум Bossa N'Magazin са боса обрадама песама из времена Николовксе и Розге. 2010. издају компилацију Године с Иваном 2006-2010, где се налазе песме „Не тражи од мене” (Сплит 2009), „Мигрена” (CMC фестивал 2008 у Пули), „Чија сам кад твоја нисам” (Сплит 2007), „Вода тече” (ХРФ 2009) и др.
На место нове певачице Магазина долази Андреа Шушњара и на сплитском фестивалу 2010. наступају са песмом „Сијамски близанци”, а потом у Задру са песмом „Кемија”. На CMC фестивалу у Водицама 2011. учествују са песмом „Још се не би удала”, а у Сплиту исте године са песмом „Маслачак”. Следеће године наступају са песмама „Мушко без карактера” (CMC фестивал) и „Душу немаш да ме на њој носиш” (Сплит). 2013. су издали песме „Парада” и „Исти као ти”. Све ове песме, као и нумере „Школована да преживим” и „Но, но, но”, нашле су се на албуму Мислим позитивно из 2014. Током 2015. су наступали на CMC фестивалу са песмом „Докторе”, а потом издају песму „Маскара”. Песму „Има дана” изведена је на CMC фестивалу 2016., а песма „Macho Man” је написана за мјузикл Пацијенти. На наредном CMC фестивалу изводе песму „Жена, а не број”. Са песмом „Титаник” су наступали 2018. на CMC фестивалу у Водицама и издају песму „Дан побједе”. Следећа песма била је „Лозинка за срећу” за CMC фестивал 2019. 2020. је изведена песма „Јака сам ти ја”, а 2021. и песма „Мора ли мора”. Шушњара је 2024. објавила да више неће бити певачица Магазина, те да су у потрази за новом.
Крајем 2024. на место певачице долази Лорена Бућан и издају песму „Несвјестица”. На Дори 2025. учествују са песмом „AaAaA”.

## Албуми

### Студијски албуми
| Назив                   | Детаљи                                                                             | Сертификат                    |
| ----------------------- | ---------------------------------------------------------------------------------- | ----------------------------- |
| Слатко стање            | - Година изласка: 1982. - Издавач: Југотон - Формат: ЛП, АК                        | Н/Д                           |
| Коколо                  | - Година изласка: 1983. - Издавач: Југотон - Формат: ЛП, АК                        | ЈУ: Платинаста                |
| О ла-ла                 | - Година изласка: 1984. - Издавач: Југотон - Формат: ЛП, АК                        | Н/Д                           |
| Пиши ми                 | - Година изласка: 1985. - Издавач: Југотон - Формат: ЛП, АК                        | ЈУ: Дијамантска               |
| Пут путујем             | - Година изласка: 1986. - Издавач: Југотон - Формат: ЛП, АК                        | JУ: Платинаста                |
| Магазин                 | - Година изласка: 1987. - Издавач: Југотон - Формат: ЛП, АК                        | JУ: Дијамантска               |
| Бесане ноћи             | - Година изласка: 1988. - Издавач: Југотон - Формат: ЛП, АК, ВХС                   | JУ: Дијамнтска                |
| Добро јутро             | - Година изласка: 1989. - Издавач: Југотон - Формат: ЛП, АК, ВХС                   | JУ: Дијамнтска                |
| Да ми те заљубит у тебе | - Година изласка: 1991. - Издавач: Комуна - Формат: ЛП, АК                         | Н/Д                           |
| Дошло вријеме           | - Година изласка: 1993. - Издавач: Euroton Records, GIS-Skalinada - Формат: ЦД, АК | Н/Д                           |
| Симпатија               | - Година изласка: 1994. - Издавач: Croatia Records - Формат: ЦД, АК                | Н/Д                           |
| Небо боје моје љубави   | - Година изласка: 1996. - Издавач: Croatia Records - Формат: ЦД, АК                | ХР: Златни                    |
| Да си ти ја             | - Година изласка: 1998. - Издавач: Тоника, Орфеј - Формат: ЦД, АК                  | СЛО: Платинаста ХР:Платинаста |
| Минус и плус            | - Година изласка: 2000. - Издавач: Croatia Records - Формат: ЦД, АК                | Н/Д                           |
| С друге стране Мјесеца  | - Година изласка: 2002. - Издавач: Croatia Records - Формат: ЦД, АК                | ХР: Златна                    |
| Пааа..?                 | - Година изласка: 2004. - Издавач: Croatia Records - Формат: ЦД, АК                | Н/Д                           |
| Дама и цар              | - Година изласка: 2007. - Издавач: Croatia Records - Формат: ЦД                    | Н/Д                           |
| Bossa N'Magazin         | - Година изласка: 2008. - Издавач: Croatia Records - Формат: ЦД                    | Н/Д                           |
| Мислим позитивно        | - Година изласка: 2014. - Издавач: Croatia Records - Формат: ЦД                    | Н/Д                           |

### Компилације
| Назив                        | Детаљи                                                                      | Сертификат  |
| ---------------------------- | --------------------------------------------------------------------------- | ----------- |
| Сви највећи хитови 1983-1990 | - Година изласка: 1990. - Издавач: Југотон - Формат: ЛП, АК, ЦД             | Н/Д         |
| Најбоље године               | - Година изласка: 1990. - Издавач: Југотон - Формат: ЦД                     | Н/Д         |
| Највећи хитови               | - Година изласка: 1997. - Издавач: Croatia Records - Формат: АК, ЦД         | Н/Д         |
| Хитови 1 и 2                 | - Година изласка: 1998. - Издавач: Hi-Fi Centar - Формат: ЦД                | Н/Д         |
| Баладе                       | - Година изласка: 1999. - Издавач: Hi-Fi Centar - Формат: ЦД                | Н/Д         |
| The Best Of 1 и 2            | - Година изласка: 2001. - Издавач: Тоника, Croatia Records - Формат: ЦД, АК | ХР: Сребрни |
| Greatest Hits                | - Година изласка: 2003. - Издавач: City Records - Формат: ЦД                | Н/Д         |
| Дуети 1985-2005              | - Година изласка: 2005. - Издавач: Тоника, Croatia Records - Формат: ЦД     | Н/Д         |
| The Platinum Collection      | - Година изласка: 2006. - Издавач: Croatia Records - Формат: ЦД             | Н/Д         |
| Године са Иваном             | - Година изласка: 2010. - Издавач: Тоника, Croatia Records - Формат: ЦД     | Н/Д         |
| Хитови                       | - Година изласка: 2011. - Издавач: Croatia Records - Формат: ЦД             | Н/Д         |
| 100 оригиналних пјесама      | - Година изласка: 2013. - Издавач: Croatia Records - Формат: ЦД             | Н/Д         |
| The Best Of Collection       | - Година изласка: 2018. - Издавач: Croatia Records - Формат: ЦД             | Н/Д         |

### Уживо албуми
| Назив                      | Детаљи                                                       |
| -------------------------- | ------------------------------------------------------------ |
| Skenderija - Sarajevo Live | - Година изласка: 2000. - Издавач: ХКД Напредак - Формат: ЦД |

## Синглови

### Као Далматински магазин
| Назив                                       | Детаљи                                                  |
| ------------------------------------------- | ------------------------------------------------------- |
| Довиђења љубави/Све ћу дати ако ми се врати | - Година изласка: 1979. - Издавач: Југотон - Формат: СП |
| Школски дани/Успомене топлог љета           | - Година изласка: 1979. - Издавач: Југотон - Формат: СП |
| Заборави/Збогом клинци                      | - Година изласка: 1980. - Издавач: Југотон - Формат: СП |
| Есмералда/У малом Café Baru                 | - Година изласка: 1980. - Издавач: Југотон - Формат: СП |
| Mоје мило/Сјећања                           | - Година изласка: 1981. - Издавач: Југотон - Формат: СП |

### Као Магазин
| Назив                                         | Детаљи                                                                      |
| --------------------------------------------- | --------------------------------------------------------------------------- |
| Слатко стање/Моја мала мила                   | - Година изласка: 1982. - Издавач: Југотон - Формат: СП                     |
| Kоколо/Писмо                                  | - Година изласка: 1983. - Издавач: Југотон - Формат: СП                     |
| Никола/Луциана                                | - Година изласка: 1984. - Издавач: Југотон - Формат: СП                     |
| Не могу да га не волим/Два зрна грожђа        | - Година изласка: 1986. - Издавач: Југотон - Формат: СП                     |
| Све би ме цурице љубиле/Ти си жеља мог живота | - Година изласка: 1987. - Издавач: Југотон - Формат: СП                     |
| Пут путујем/Све би сеје љубиле морнаре        | - Година изласка: 1987. - Издавач: Југотон - Формат: СП                     |
| Носталгија                                    | - Година изласка: 1995. - Издавач: ХРТ Орфеј - Формат: ЦД, АК               |
| Oпијум                                        | - Година изласка: 1997. - Издавач: Тоника, Croatia Records - Формат: ЦД, АК |
| На свијету све                                | - Година изласка: 1998. - Издавач: ХРТ Орфеј - Формат: ЦД                   |
| Гутљај вина                                   | - Година изласка: 1998. - Издавач: ХРТ Орфеј - Формат: ЦД                   |
| Хрватска рапсодија                            | - Година изласка: 2000. - Издавач: Тоника, Croatia Records - Формат: ЦД     |
| Нећу плакат намјерно                          | - Година изласка: 2006. - Издавач: Тоника, Croatia Records - Формат: ЦД     |
| Жена, а не број                               | - Година изласка: 2017. - Издавач: Croatia Records - Формат: дигитал        |

## Видео спотови
| Песма                                  | Година |
| -------------------------------------- | ------ |
| Kоколо                                 | 1983.  |
| Никола                                 | 1984.  |
| Ивана                                  | 1984.  |
| Пиши ми                                | 1985.  |
| Врати ми, врати све                    | 1985.  |
| Пут путујем                            | 1986.  |
| Све би секе љубиле морнаре             | 1986.  |
| Tи си жеља мог живота                  | 1987.  |
| Све би ме цурице љубиле                | 1987.  |
| Старимо душо                           | 1991.  |
| Свилени                                | 1991.  |
| Дошло вријеме                          | 1993.  |
| Симпатија                              | 1994.  |
| Што ће мени овај дар                   | 1994.  |
| Носталгија                             | 1995.  |
| Сузе бисерне                           | 1996.  |
| Само навика (са Оливером Драгојевићем) | 1996.  |
| Mинут срца твог                        | 1996.  |
| Oпијум                                 | 1997.  |
| Име ми спомиње                         | 1997.  |
| На свијету све                         | 1998.  |
| Иди и не буди људе                     | 1998.  |
| Гутљај вина                            | 1998.  |
| Гинем                                  | 1998.  |
| Брига ме                               | 1998.  |
| Kасно је                               | 1999.  |
| Aко полудим                            | 1999.  |
| Хрватска рапсодија                     | 2000.  |
| Немам снаге да се помирим              | 2000.  |
| Jел' због ње                           | 2000.  |
| Mинус и плус                           | 2000.  |
| Зар је љубав спала на то               | 2001.  |
| Бол                                    | 2001.  |
| Kо ме зове                             | 2002.  |
| Дани су без броја                      | 2002.  |
| С друге стране Мјесеца                 | 2002.  |
| Да ли знаш да те не волим              | 2003.  |
| Kад би био близу                       | 2003.  |
| Не тиче ме се                          | 2004.  |
| Слатко љуто кисело                     | 2004.  |
| Лепоглава                              | 2004.  |
| Kома                                   | 2007.  |
| Сијамски близанци                      | 2010.  |
| Kемија                                 | 2010.  |
| Jош се не би удала                     | 2011.  |
| Лузер                                  | 2011.  |
| Mаслачак                               | 2011.  |
| Мушко без карактера                    | 2012.  |
| Душу немаш да ме на њој носиш          | 2012.  |
| Jутро након                            | 2012.  |
| Школована да преживим                  | 2014.  |
| Но, но, но                             | 2014.  |
| Докторе                                | 2015.  |
| Mаскара                                | 2015.  |
| Има дана                               | 2016.  |
| Macho Man                              | 2016.  |
| Жена, а не број                        | 2017.  |
| Tитаник                                | 2018.  |
| Дан побједе                            | 2018.  |
| Лозинка за срећу                       | 2019.  |
| Jака сам ти ја                         | 2020.  |
| Mора ли мора                           | 2021.  |
| Несвјестица                            | 2024.  |
| AaAaA                                  | 2025.  |

## Остали наступи
| Назив                           | Година |
| ------------------------------- | ------ |
| Гроб на шкоју                   | 1983.  |
| Goodbye, Michele                | 1990.  |
| Истанбул (верзија на енглеском) | 1990.  |
| Злато јубави                    | 1995.  |
| Романтика                       | 1995.  |
| Судњи дан (са Дорис Драговић)   | 1999.  |
| Назарет                         | 2005.  |
| Oпрости мала                    | 2006.  |
| Чија сам кад твоја нисам        | 2007.  |
| Што Бог ми очи да               | 2008.  |
| Mигрена                         | 2008.  |
| Вода тече                       | 2009.  |
| Не тражи од мене                | 2009.  |